# Drakaeinae
Drakaeinae, podtribus orhideja, dio tribusa Diurideae. sastoji swe4 od 6 rodova, a tipični je Drakaea s 10 endemskih vrsta iz Zapadne Australije.
Opisan je u Botanische Jahrbücher für Systematik, Pflanzengeschichte und Pflanzengeographie 45: 381. 1911.

## Rodovi
1. Chiloglottis R. Br. (27 spp.)
2. Drakaea Lindl. (10 spp.)
3. Spiculaea Lindl. (1 sp.)
4. Arthrochilus F. Muell. (17 spp.)
5. Paracaleana Blaxell (14 spp.)
6. Caleana R. Br. (1 sp.)